# August Józef Czarnecki
August Józef Czarnecki (ur. w 1692, zm. w 1739) – biskup kijowski, sufragan od 1733 do 1739.
W dniu 19 kwietnia 1720 roku ks. Józef Augustyn Czarnecki został mianowany proboszczem w Ropczycach. Miał wówczas 28 lat. Później został biskupem i pierwszym w historii sufraganem kijowskim.